# Prefetture giapponesi per indice di sviluppo umano

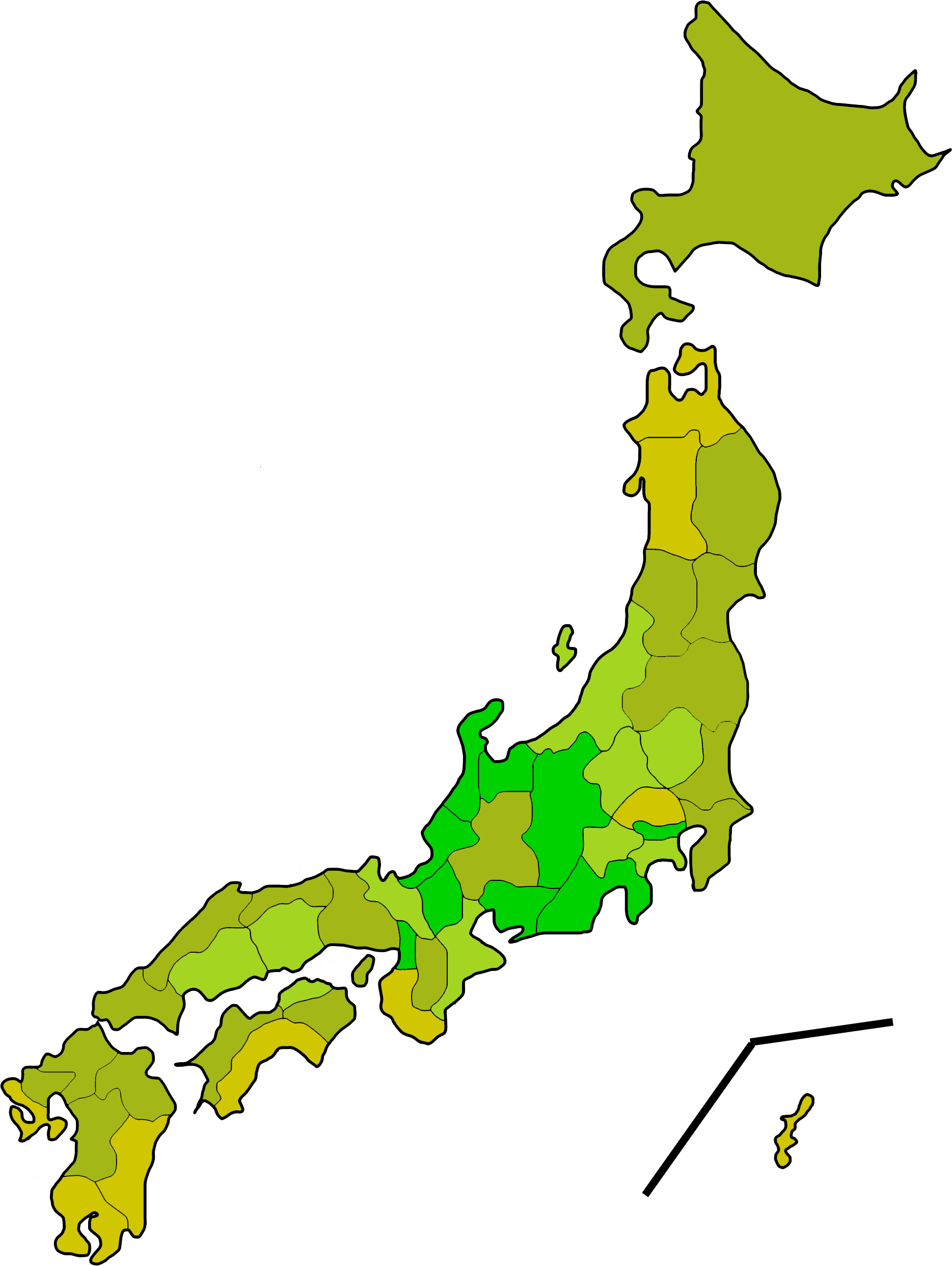
Mappa delle prefetture giapponesi secondo HDI del 2000.

Prefetture giapponesi per indice di sviluppo umano secondo HDI storici del 1990, 1995 e 2000 e regioni giapponesi secondo HDI 2018.
| Posizione | Prefettura              | HDI (1990) | HDI (1995) | HDI (2000) |
| --------- | ----------------------- | ---------- | ---------- | ---------- |
| 1         | Prefettura di Tokyo     | 0,9296     | 0,9448     | 0,9667     |
| 2         | Prefettura di Aichi     | 0,9115     | 0,9265     | 0,9460     |
| 3         | Prefettura di Shiga     | 0,9080     | 0,9229     | 0,9426     |
| 4         | Prefettura di Shizuoka  | 0,9056     | 0,9204     | 0,9402     |
| 5         | Prefettura di Fukui     | 0,9027     | 0,9204     | 0,9401     |
| 6         | Prefettura di Toyama    | 0,9031     | 0,9205     | 0,9392     |
| 7         | Prefettura di Osaka     | 0,9003     | 0,9177     | 0,9390     |
| 8         | Prefettura di Nagano    | 0,8980     | 0,9148     | 0,9365     |
| 9         | Prefettura di Ishikawa  | 0,8991     | 0,9163     | 0,9364     |
| 10        | Prefettura di Hiroshima | 0,9032     | 0,9170     | 0,9361     |
| 11        | Prefettura di Kyoto     | 0,8952     | 0,9123     | 0,9333     |
| 12        | Prefettura di Mie       | 0,8934     | 0,9123     | 0,9329     |
| 13        | Prefettura di Kanagawa  | 0,8996     | 0,9119     | 0,9324     |
| 14        | Prefettura di Yamanashi | 0,8944     | 0,9094     | 0,9319     |
| 15        | Prefettura di Okayama   | 0,8992     | 0,9152     | 0,9316     |
| 16        | Prefettura di Kagawa    | 0,8945     | 0,9122     | 0,9304     |
| 17        | Prefettura di Gunma     | 0,8957     | 0,9117     | 0,9303     |
| 18        | Prefettura di Tochigi   | 0,8955     | 0,9107     | 0,9294     |
| 19        | Prefettura di Niigata   | 0,8921     | 0,9095     | 0,9290     |
| 20        | Prefettura di Hyōgo     | 0,8950     | 0,9086     | 0,9290     |
| 21        | Prefettura di Ōita      | 0,8891     | 0,9076     | 0,9285     |
| 22        | Prefettura di Gifu      | 0,8921     | 0,9070     | 0,9263     |
| 23        | Prefettura di Hokkaidō  | 0,8863     | 0,9068     | 0,9260     |
| 24        | Prefettura di Ibaraki   | 0,8928     | 0,9080     | 0,9259     |
| 25        | Prefettura di Yamaguchi | 0,8924     | 0,9084     | 0,9258     |
| 26        | Prefettura di Miyagi    | 0,8926     | 0,9071     | 0,9247     |
| 27        | Prefettura di Fukushima | 0,8880     | 0,9044     | 0,9241     |
| 28        | Prefettura di Tottori   | 0,8887     | 0,9045     | 0,9239     |
| 29        | Prefettura di Shimane   | 0,8858     | 0,9021     | 0,9231     |
| 30        | Prefettura di Fukuoka   | 0,8896     | 0,9061     | 0,9228     |
| 31        | Prefettura di Kumamoto  | 0,8872     | 0,9045     | 0,9225     |
| 32        | Prefettura di Ehime     | 0,8862     | 0,9047     | 0,9221     |
| 33        | Prefettura di Chiba     | 0,8868     | 0,9019     | 0,9219     |
| 34        | Prefettura di Yamagata  | 0,8855     | 0,9014     | 0,9216     |
| 35        | Prefettura di Saga      | 0,8810     | 0,9021     | 0,9189     |
| 36        | Prefettura di Iwate     | 0,8792     | 0,8998     | 0,9186     |
| 37        | Prefettura di Tokushima | 0,8831     | 0,9005     | 0,9182     |
| 38        | Prefettura di Nara      | 0,8794     | 0,8944     | 0,9169     |
| 39        | Prefettura di Saitama   | 0,8811     | 0,8956     | 0,9166     |
| 40        | Prefettura di Kōchi     | 0,8781     | 0,8964     | 0,9156     |
| 41        | Prefettura di Wakayama  | 0,8770     | 0,8957     | 0,9155     |
| 42        | Prefettura di Miyazaki  | 0,8780     | 0,8959     | 0,9148     |
| 43        | Prefettura di Akita     | 0,8777     | 0,8951     | 0,9142     |
| 44        | Prefettura di Nagasaki  | 0,8749     | 0,8949     | 0,9127     |
| 45        | Prefettura di Kagoshima | 0,8762     | 0,8938     | 0,9127     |
| 46        | Prefettura di Okinawa   | 0,8810     | 0,8940     | 0,9111     |
| 47        | Prefettura di Aomori    | 0,8698     | 0,8877     | 0,9065     |

## Regioni del Giappone con HDI (2018)

Mappa del Giappone per HDI 2017.
Legenda:
> 0,930
0,900 – 0,930
0,890 – 0,900
< 0,890

> 0,930
     0,900 – 0,930
     0,890 – 0,900
     < 0,890
Regioni del Giappone secondo HDI.
| Posizione                   | Regione                     | HDI (2018)                  | Comparabile a (2018)        |
| Very high human development | Very high human development | Very high human development | Very high human development |
| --------------------------- | --------------------------- | --------------------------- | --------------------------- |
| 1                           | Kantō sud                   | 0,941                       | Germania                    |
| 2                           | Kansai                      | 0,918                       | Liechtenstein               |
| 3                           | Tōkai                       | 0,915                       | Austria                     |
| –                           | Giappone (media)            | 0,915                       | Austria                     |
| 4                           | Chūgoku                     | 0,910                       | Lussemburgo                 |
| 5                           | Kantō nord                  | 0,903                       | Slovenia                    |
| 6                           | Hokuriku                    | 0,900                       | Slovenia                    |
| 7                           | Shikoku                     | 0,896                       | Spagna                      |
| 8                           | Kyūshū                      | 0,895                       | Spagna                      |
| 9                           | Hokkaidō                    | 0,890                       | Francia                     |
| 10                          | Tōhoku                      | 0,886                       | Malta                       |